# 朝日自動車加須営業所
朝日自動車加須営業所（あさひじどうしゃかぞえいぎょうしょ）は、埼玉県加須市に所在する朝日自動車株式会社のバス・タクシー営業所。東武鉄道直営時代の東武バス加須営業所を、東武バスの地域分社化に先立ち、朝日自動車へ移管したものである。また、東武バス行田出張所の閉所時には全路線を引き継いだ。
本項では東武バス加須営業所についても記述する。

## 概要
加須市、鴻巣市、行田市、羽生市、久喜市で一般路線バス、コミュニティバスを運行するほか、貸切バスを担当する。また、加須駅構内を中心にタクシーの配車を行っている。

### 所在地
- 埼玉県加須市馬内284-3（最寄りバス停は「加須車庫」）
  - 加須車庫併設

#### その他の施設
- 行田折返し場
  - 他に施設名は不明だが、新落合橋発着用（行田市関根 地内。番地不明）、免許センター発着用(駐車場内、共用)、鴻巣市コミュニティバス「フラワー号」吹上駅南口発着用（鴻巣市南1丁目15-14 付近）・ふるさと館発着用（敷地内）の折り返し・待機施設がそれぞれ存在する。

#### 過去に存在した施設
- 行田車庫（旧東武バス行田出張所）
埼玉県行田市桜町3-19-30

### 輸送人数
- 3,031人（2005年度、1日平均）[1]
- 4,700人（2020年度、1日平均）[2]

## 沿革

### 東武バス加須営業所
- 1936年6月：騎西自動車加須営業所として開設。
- 1947年2月：東武鉄道に買収され、東武バス加須営業所となる。
- 1961年6月：車庫移転。
- 1989年1月：鴻巣駅経由の路線を免許センターへ延長。
- 1995年4月3日：加須市コミュニティバス運行開始[3]。
- 1995年4月5日：行田市内循環バス運行開始[3]。
- 2000年3月：東武バス加須営業所閉所（朝日自動車へ移管）

### 朝日自動車加須営業所
- 2000年4月：加須営業所を東武バス加須営業所跡地へ移転。バス路線を引き継ぐ。
- 2000年10月：東武バス行田出張所閉所に伴い、旧行田管内の全路線の移管を受ける。
- 2002年：鴻巣市コミュニティバス「フラワー号」運行開始。
- 2008年1月：鴻巣市コミュニティバス新路線を引き受ける。
- 2008年12月：PASMO利用開始。
- 2011年12月：行田車庫閉鎖。起終点路線は、別の場所に新設された「行田折返し場」発着に変更。
- 2014年4月：鴻巣市コミュニティバスの一部路線の運行から撤退。
- 2014年11月：桶川駅 ‐ 免許センター線廃止に伴い、桶川市・北本市から撤退（桶川市は菖蒲営業所の路線が現有するが、北本市は朝日自動車として完全撤退）。
- 2015年1月：熊谷駅 ‐ 行田折返場廃止に伴い、熊谷市から撤退（太田営業所の路線が現有）。
- 2017年4月：行田市内循環バスの西循環コース改編により、熊谷市に再進出。
- 2021年4月：久喜営業所よりHW系統の移管を受け、久喜市に進出。

## 現行路線
路線網は加須市・鴻巣市・行田市・久喜市（鷲宮地区）・羽生市の5市に跨っている。以前は桶川市・北本市・熊谷市にも路線が延びていた。
加須駅-鴻巣駅線以外は、加須車庫とは営業路線は繋がっておらず、4方向5系統で独立しているが、加須車庫・行田地区・真名板十字路停留所・豊野地区・羽生地区はほぼ1本の道（国道125号旧道あるいは国道125号本線）で結ばれており、その道を通じて回送運転がされている。

### KZ 加須・騎西・鴻巣方面
加須駅と鴻巣駅との間を加須市旧騎西町経由で結ぶ路線群である。全区間運行便のほか、複数の区間便設定がある。
主要停留所は加須車庫 - 不動岡高校 - 加須市役所入口 - 加須駅北口 - 保健所入口 - 加須駅南口 - 済生会加須病院（平日日中のみ経由、2022年6月2日新設） - 騎西城 - プラザきさい - 環境科学国際センター - 笠原十字路 - 市役所入口 - 鴻巣駅東口 - 鴻巣市役所 - 免許センターである。
加須車庫発着
- KZ01 加須車庫 - 加須駅北口（平日夕方1往復のみ）
- KZ11 加須車庫 - 鴻巣駅東口（朝・夕夜間）
- KZ12 加須車庫 - 免許センター（朝・夕夜間）
- KZ13 加須車庫 - 済生会加須病院 - 鴻巣駅東口（平日日中、2022年6月2日運行開始）
- KZ14 加須車庫 - 済生会加須病院 - 免許センター（平日日中、2022年6月2日運行開始、全区間全停留所経由便）

加須駅南口発着
- KZ21 加須駅南口 - 鴻巣駅東口（朝・夕夜間）
- KZ22 加須駅南口 - 免許センター（朝・夕夜間）
- KZ23 加須駅南口 - 済生会加須病院 - 鴻巣駅東口（平日日中、2022年6月2日運行開始）
- KZ24 加須駅南口 - 済生会加須病院 - 免許センター（平日日中、2022年6月2日運行開始）

別の系統番号になるが、鴻巣駅東口-免許センターの区間便もある。
旧騎西町を走る路線バスとしては中心的な路線であり、鴻巣駅 - 騎西城間は1時間に1 - 4本と多めの本数が確保されていた（なお、騎西城停留所は、加須方面発着便はセンター前だが、折り返し便は少し離れた折り返し場の発着）。日中ほとんどの便が加須車庫 - 免許センターまたは、加須駅南口 - 免許センター間の運行である。平日夕方のみ加須車庫 - 加須駅北口間の1往復がある（かつては廃止済の大越馬場線の区間便扱いだった）。従来、加須市側は加須車庫及び加須駅北口が中心となる起終点だったが、加須駅南口ロータリーが整備されると、鴻巣市側に近い加須駅南口を経由するようルートが変更され、更に現在は北口起終点だった便は全て南口起終点に変更されており、加須駅北口を起終点として鴻巣方面を結ぶ便は運行されていない。
2018年3月26日より、加須市街（加須駅北口-礼羽間）及び鴻巣市街（鴻巣駅東口-生出塚間）で一部ルートを変更、いずれも両市役所から離れた経路（ただし、鴻巣駅-免許センター間の経路では鴻巣市役所停留所を経由）だったが、それぞれ近くの加須市役所入口・（鴻巣）市役所入口を経由するようになり、またそれぞれ不動岡高校前・関東福祉専門学校前を経由する。またこれに伴い、鴻巣市街で加須方面と免許センター方面で鴻巣駅東口-保健所前間で経路が重複する。
2021年7月1日より、「福祉センター」停留所を「騎西城」に名称変更。
2022年6月2日の済生会加須病院停留所新設に伴うダイヤ改正により、平日日中便（鴻巣駅／加須駅発7時台-16時30分台）は全て病院経由の新系統での運行に切り替えられた一方、土日の新系統運行は一切なし、またKZ31・32は平日の運行が無くなり土休日も本数を大幅に少なくしている。
2024年3月20日のダイヤ改正で、KZ31・32を廃止。

### KN 鴻巣・行田東部方面
免許センター発着
- KN01 鴻巣駅東口 - 免許センター

高崎線鴻巣駅と埼玉県警運転免許センターを結ぶ路線である。
同区間には鴻巣駅 - 免許センターの折り返し便のほか、当営業所のKZ12・14・22・24・32及びKN21・22系統、さらに川越観光バスの［HM-11/12］東松山駅 - 免許センター線や東武バスの［川越03］川越駅 - 免許センター線（平日のみ）が運行されており、朝や夜間を除き1時間当たり合わせて10本程度が運行されている。
新落合橋・真名板発着
- KN21 鴻巣駅東口 - 免許センター - 新落合橋
- KN22 堂裏 → 新落合橋 → 免許センター → 鴻巣駅東口（2022年6月2日以降、1日朝1本のみ[8]）
- KN23 鴻巣駅東口 → 免許センター → 新落合橋 → 真名板十字路（平日夕夜間3本、休日夜間1本）

鴻巣駅から鴻巣市川里地区を経由して行田市東部にある真名板十字路（羽生市・加須市の境界近く）を結ぶ路線である。
鴻巣・行田市境の新落合橋までは毎時1本程度であるが、新落合橋 - 真名板十字路間は1日数本のみである。元々はKZ12・22・32系統や廃止された桶川駅線（後述）と同様に一旦鴻巣駅に発着して一部便が延長して免許センターに乗り入れる経路だったが、2014年11月4日付で鴻巣市街地のルートを大幅に変更し、全便が鴻巣駅 - 新落合橋方面の経路途中で免許センターを経由する形になっており、鴻巣駅-免許センターの区間便も同じKN系統を割り振られており、一部は共通運用となっている。真名板十字路停留所は降車専用で、鴻巣駅行きは1つ隣の堂裏停留所が始発地である。
前身の東武バス時代には、真名板十字路からさらに北上し東武伊勢崎線の羽生駅東口まで乗り入れていた。また、真名板十字路バス停には本系統と交差点で直交する形で国道上を走行する、加須駅 - 不動岡 - 行田水城公園間のバス路線も存在していた。

### FK 吹上・行田市街 方面
佐間・行田本町経由
- FK11 吹上駅 - 行田折返し場（平日は深夜バスも運行）
- FK12 吹上駅 - 総合教育センター（平日のみ、12月29日を除く）
  - 吹上駅 - 長野一丁目（12月29日が平日の場合のみ、総合教育センター発着の代替で運行）
- FK13 吹上駅 - 工業団地

ものつくり大学・前谷経由
- FK21 吹上駅 - 行田折返し場
- FK23 吹上駅 - 行田市駅

臨時直行便
- 吹上駅 - [直行] - 総合教育センター（教職員採用試験開催時のみ）

高崎線吹上駅北口と行田市中心部を結ぶ路線で、一部は行田市東部の工業団地へ向かう。行田市と高崎線を結ぶ路線であり、吹上駅 - 行田市間は1時間に4-5本運転されている。

経由地により大きく2系統に分けられ、吹上駅北口の乗り場も分かれている。
2011年4月1日より一部便が総合教育センターへ延伸された。2011年12月13日までは、旧東武バス行田出張所である行田車庫（現「長野一丁目」停留所北側）を行田市内路線（後述の熊谷駅発着路線を含む）の拠点車庫として使用していたが、翌日より行田折返し場を新設した。
行田折返し場という共通の行き先がある一方で、佐間経由の工業団地及び総合教育センター・前谷経由の行田市駅と、片方にしか無い行き先もある。特に距離の短い佐間経由は1時間に3-4本運転されており、深夜バスも運行されている。一方の前谷経由も1時間に最低1本は確保されていたが、2022年9月1日のダイヤ改正より、1時間1本ベース未満の本数（1日合計平日12本、土休日10本）に削減され、総合教育センター発着（FK22）が廃止され、一方で行田市駅発着（FK23）の本数が増えている。
2023年5月14日のダイヤ改正で、前谷経由は更に減便し、日中のみかつFK21は3往復・FK23は4往復の計7往復の運行となる
FK21・FK23には、日野・ポンチョが投入されることもある。

### HW 東鷲宮駅・豊野方面
- HW01 東鷲宮駅西口 - 鷲宮駅東口・鷲宮神社入口 - 川口コミュニティセンター前 - 豊野コミュニティセンター
- HW02 東鷲宮駅西口 - 鷲宮駅東口・鷲宮神社入口 - 川口コミュニティセンター前 - 工業団地東 - 豊野コミュニティセンター

臨時直行便
- 東鷲宮駅 - [直行] - 鷲宮総合支所（土師祭開催時のみ[11]）

2020年3月の国道125号栗橋大利根バイパス開通によって豊野地区と加須市街・営業所のアクセス利便性が向上したことにより、2021年4月1日より久喜営業所から移管された。2021年7月1日より、鷲宮駅東口に乗入開始。この路線は鷲宮神社の近くを通るため、正月三が日や土師祭の際には周辺道路に交通規制がかかり、迂回などの処置がとられる。
2025年6月23日、HW02のみ経由する「アイワイフーズ(株)」停留所を「工業団地東」に改称。

### HN 羽生駅・イオンモール羽生方面
- HN01 羽生駅西口 - 栗原眼科病院 - イオンモール羽生 ※ 駅発夜間、モール発平日夜間
- HN02 羽生駅西口 → 栗原眼科病院 → 羽生総合病院 → 埼玉純真短期大学 → イオンモール羽生 ※ 日中、ただし大学休校日はHN06系統に振替
- HN03 羽生駅西口 - 栗原眼科病院 - イオンモール羽生南口 - イオンモール羽生 ※ 羽生駅発イオンモール羽生行きは全日朝運行、イオンモール羽生発羽生駅行きは土日祝日夕方のみ運行
- HN04 羽生駅西口 → 栗原眼科病院 → 羽生総合病院 → 埼玉純真短期大学 → イオンモール羽生南口 → イオンモール羽生 ※ 朝のみ、ただし大学休校日はHN07系統に振替
- HN05 イオンモール羽生 → 羽生総合病院 → 埼玉純真短期大学 → 栗原眼科病院 → 羽生駅西口 ※ 日中、ただし大学休校日はH06系統に振替
- HN06 羽生駅西口 - 栗原眼科病院 - 羽生総合病院 - イオンモール羽生 ※ 定期ダイヤでは平日夜間1本のみ、大学休校日は日中
- HN07 羽生駅西口 - 栗原眼科病院 - 羽生総合病院 - イオンモール羽生南口 - イオンモール羽生 ※ 大学休校日の朝のみ

2024年1月1日運行開始。この区間は元々グループ外のバス事業者平成エンタープライズによる経路違いの路線が運行されていたが、同社は2023年12月31日を以て路線廃止され、事実上イオンモールアクセスを代わりに引き受ける形で運行を開始する。なお、平成エの路線に比べて経路はショートカットされており、特にHN01は最短経路で羽生駅とイオンモールを結んでいる。
概ね1時間に1本（朝晩と土休日は40分に1本）程度の本数となっているが、需要に対する供給（本数）が追い付いていないため、大型車両が多く運用されている。
総合病院および大学経由は、両方向同じ経路を走行し、折り返して戻る形のため、どちらも総合病院を先に経由する。そのため、大学経由は上下方向で別系統扱いとなっている。
朝日自動車グループ共通学生フリーパスおよびアクティブシニアパスは使用不可。運賃支払いは既存路線と同様に現金、交通系ICカード、それに定期券である（なお、平成エではWAONに対応していたため、当路線では「WAONは使用できない」ことを強調して案内している）。

## コミュニティバス
- 鴻巣市「フラワー号」 広田コース・共和コース・吹上コース・中山道コース
- 加須市「かぞ絆号」
- 行田市「行田市内循環バス」 西循環・南大通りコース（北西循環は2025年3月31日付で廃止[15]）
- 羽生市「あい・あいバス」

## 受託・臨時路線
- （直通）羽生駅東口 - さいたま水族館[16]
- （直通）熊谷駅（北口） - 熊谷スポーツ文化公園（ラグビー場） ※ 国際十王交通熊谷営業所の路線だが、朝日自動車も路線免許を保有しており、当所や太田営業所・本庄営業所（もしくはその他営業所）より当日余裕のあるところから応援便を運行している[17]。

## 廃止路線

### 桶川駅 - 免許センター線
- 桶川駅 - 二ツ家 - 北本駅東口 - 深井 - 鴻巣駅 - 免許センター

桶川駅と鴻巣駅・免許センターを旧中山道を経由して結ぶ路線であった。東武時代の最盛期には大宮駅東口まで運行されていたが、上尾駅東口までに短縮された後に、最終的に桶川駅発着に短縮された。さらに、2009年7月には大幅な減便が実施され、1時間 - 2時間に1本程度の運行から1日2往復（朝と夜に1往復ずつ）に大幅減便された。
2014年11月4日付で路線廃止となった。

### 加須駅 - 大越馬場線
- 加須駅 - 樋遣川 - 大越馬場
- 加須車庫 - 加須駅 - 大越馬場

加須駅と加須市北部の大越地区を結ぶ路線であった。本数は少なく朝、日中、夜に必要最低限の本数が運転されており、日中の運行は昼間時間帯にわずか1 - 2本のみであった。
2014年11月4日付で路線廃止となった。

### 熊谷駅 - 行田市 - 行田折返し場線
- 熊谷駅 - 行田折返し場
- 熊谷駅 - 流通センター - 行田折返し場

先に廃止されていた桶川駅 - 免許センター線を除き、他の路線は鉄道で直接結ばれていない地域を補完していて一定の需要があったのに対し、この路線は秩父鉄道線と平行しており、前身の行田車庫発着時代や東武バス時代末期の時点ですでに運転本数が極めて少ない路線だった。また、FK系統と同様に行田車庫から行田折返し場に経路変更された路線であるが、工業団地・教育センター・行田市駅発着の設定は無かった。
2015年1月10日をもって廃止された。

### FK22 吹上駅 - 前谷 - 総合教育センター
現行路線の一部系統の廃止のため、路線内容の詳細は#FK 吹上・行田市街 方面を参照。
2022年9月1日の前谷経由各系統の本数大幅削減に伴うダイヤ改正で廃止。総合教育センターへは、佐間経由のFK12でアクセス可能。他系統の重複区間のみであるため、廃止された停留所はない。FK12同様、毎年12月29日が平日の場合は長野一丁目止まりとなっていた。

### KZ31・32 騎西城 - 鴻巣方面
- KZ31 騎西城 - 鴻巣駅東口
- KZ32 騎西城 - 鴻巣駅東口 - 免許センター

現行路線の一部系統の廃止のため、路線内容の詳細は#KZ 加須・騎西・鴻巣方面を参照。
2024年3月20日のダイヤ改正で廃止。KZ系統の区間運転の廃止であり、路線図上、廃止区間・停留所は無いが、騎西城は加須市街方面発着用通常停留所を使用せず、東方に経路を少し離れた場所にあった折返し施設および付属の専用停留所の発着だったため、こちらは定期使用終了となる。折返し施設の今後の扱いは不明。

## 車両

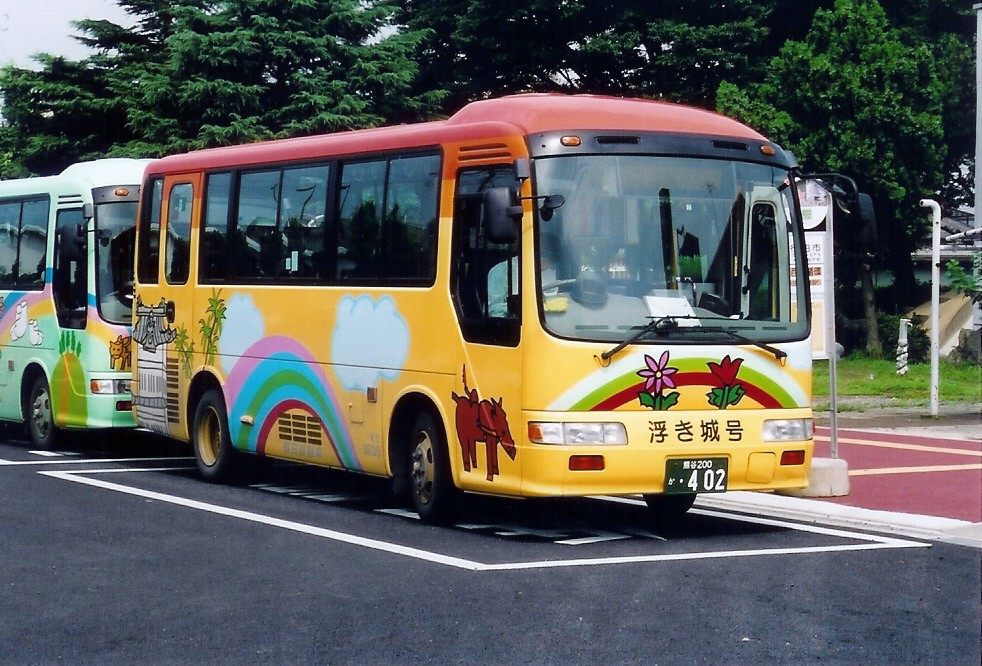
行田市内循環バス（西循環）で使用していた専用塗装の日野・リエッセ

2000年4月に東武鉄道から移管された際には、いすゞ・エルガミオのツーステップバス（前後扉）の新車が導入された。同年10月に東武バス行田出張所の路線が移管された際の増備車からは、エルガミオのワンステップバス（前中扉）に仕様が変更された。元東武バスのいすゞ自動車製中型車も数台が在籍していたが、後に国際十王交通へ移籍した（廃車済）。
2014年時点では、いすゞ・エルガミオ、日野・レインボーII、日野・レインボーRJ、日野・リエッセ、日野・ポンチョが在籍する。また、エルガミオはツーステップ、ワンステップ、ノンステップが全てそろっている。
デザインは、一般路線と行田市コミュニティバスが朝日自動車標準（行田市コミュニティバスはかつて上記の写真のように専用デザインだったが、再編時に他社車両も含め専用デザインを廃止している）、加須市・鴻巣市・羽生市コミュニティバスは専用デザインとなっている。
2023年2月、鴻巣市コミュニティバス用に小型電気バスBYD・J6が導入（購入は鴻巣市）、加須車庫敷地内にも充電設備が設置され、同3月以降運行開始予定だったが、同社電気バスの六価クロムの問題で一時見送られ、同年5月2日より運行を開始した。

## 東武バス加須営業所
東武バス加須営業所は埼玉県北東部の一大拠点であった。しかし、相次ぐ路線廃止により傘下で最大規模を誇る菖蒲出張所の半分以下という在籍車両数が少ない営業所となっていた。また、傘下に羽生出張所と幸手出張所があった。

### 車両
いすゞ自動車製の車両が配置されていた。自動車排出ガス規制関連で1995年前後に新車が数台入った以外は、東京都内や埼玉県南地区の営業所からの転属車で占められていたのだという。

### 路線
- ［加01］加須駅 - 加須車庫
- ［加03］加須駅 - 騎西三丁目 - 鴻巣駅 - 免許センター
- ［加03］加須車庫 - 加須駅 - 騎西三丁目 - 鴻巣駅 - 免許センター
- ［加04］加須駅 - 樋遣川 - 大越馬場
- ［加04］加須車庫 - 加須駅 - 大越馬場
- ［鴻01］鴻巣駅 - 免許センター
- ［羽02］鴻巣駅 - 新落合橋 - 真名板十字路
- ［羽02］免許センター - 鴻巣駅 - 新落合橋 - 真名板十字路
- ［羽02］免許センター - 鴻巣駅 - 新落合橋 - 真名板十字路 - 羽生駅
- ［鴻03］上尾駅 - 鴻巣駅 - 免許センター

### 廃止路線（加須営業所管内）
- ［加02］加須駅 - 不動岡 - 行田水城公園
- ［加02］加須駅 - 不動岡 - 行田車庫
- ［加02］加須駅 - 不動岡 - 行田市駅
- ［加02］加須駅 - むさしの村入口
- ［加04］加須駅 - 大越馬場 - 羽生駅
- ［加05］加須駅 - 菖蒲上町

### 廃止路線（羽生出張所管内）
- ［羽01］羽生駅 - 羽生車庫
- ［羽03］羽生駅 - 村君
- ［羽04］羽生駅 - 樋遣川 - 栗橋駅

　→「東武バス羽生出張所」も参照